# Мазак
Мазак (др.-греч.  Μαζάκης; IV век до н. э.) — последний персидский сатрап Египта.

## Биография
Вскоре после поражения малоазийских сатрапов в битве при Гранике, произошедшей в мае 334 года до н. э., правитель Египта Савак направился с подчинёнными ему персидскими воинскими силами в Сирию для того, чтобы оказать помощь царю Дарию III. Его преемником и стал Мазак.
Таким образом, в Египте у персов не осталось достаточного войска, способного оказать действенное сопротивление Александру Македонскому после нового поражения ахеменидской армии в сражении при Иссе в ноябре 333 года до н. э. Между тем, египтяне, помнящие ещё и поход Камбиса II двести лет назад, и недавнее повторное покорение страны Артаксерксом Охом, отличающееся жестокостью, ненавидели своих «алчных и высокомерных» угнетателей, «оскорблявших их святыни и правивших с помощью силы», и с нетерпением ожидали прибытия греко-македонской армии.
Вскоре после битвы при Иссе в Египет с намерением захватить страну прибыл македонский перебежчик Аминта с несколькими тысячами наёмников. Своих солдат он ранее убедил, что «персидский гарнизон остался без вождя и слаб, что египтяне всегда были враждебны своим преторам и примут греков не как врагов, а как друзей». Вступив в приграничный египетский город Пелузий, Аминта заявил жителям, что был послан Дарием III заменить погибшего Савака. Затем Аминта поднялся по реке до Мемфиса, где разбил городской гарнизон. Однако затем его люди, занимаясь грабежом, рассеялись по округе. Воспользовавшись их «беспечностью победителей» и разрозненностью, персы, воодушевленные Мазаком, решились выйти из-за стен на вылазку и перебили наемников вместе с их вождем вплоть до последнего человека.
Александр же после взятия Газы выступил из покоренного города и на седьмой день вступил в Пелузий. Туда уже ранее прибыл флот, направленный из Финикии. В Пелузии также собралось множество народа, ожидающего прибытия Александра.
Поэтому Мазак, узнав «об исходе сражения при Иссе, о позорном бегстве Дария и захвате Александром Сирии, Финикии и значительной части Аравии», предпочел без боя покориться Александру, встретив его недалеко от Мемфиса. Вместе с Мазаком был Атминап, впоследствии ставший наместником Парфии и Гиркании. Александру было передано «800 талантов и все царское имущество».Дальнейшая судьба Мазака после поражения неизвестна.
Александр, в целом, сохранил прежнюю систему управления, оставив в Египте македонские гарнизоны численностью несколько тысяч человек. Правителями страны Александр сделал «родосца Эсхила и македонца Певкеста», а Клеомену было поручено ведение податными сборами с Африки и Египта, а также строительство новой столицы — Александрии.